# Fan Neng
Fan Neng (?-195) : Officier de Liu Yong, Fan Neng fut envoyé à Hengjiang avec Yu Mi afin de repousser Sun Ce, mais fut toutefois défait par celui-ci.
Quelque temps après, lorsque Liu Yong et Sun Ce s’affrontèrent au Mont Niuzhu, Fan Neng engagea Sun Ce au combat à la suite de la capture de son collègue Yu Mi. Alors qu’il approcha Sun Ce et s’apprêta à donner le coup fatal, ce dernier se retourna et cria tellement fort que Fan Neng, effrayé, tomba de sa monture. La chute lui fut mortelle.